# Olympische Sommerspiele 2016/Gewichtheben – Schwergewicht (Männer)
Das Gewichtheben der Männer in der Klasse bis 105 kg (Schwergewicht) bei den Olympischen Sommerspielen 2016 in Rio de Janeiro fand am 15. August 2016 in der zweiten Halle des Riocentro statt. Es traten 17 Sportler aus 15 Ländern an.
Der Wettbewerb bestand aus zwei Teilen: Reißen (Snatch) und Stoßen (Clean and Jerk). Die Teilnehmer traten in zwei Gruppen zuerst im Reißen an, bei dem sie drei Versuche hatten. Wer ohne gültigen Versuch blieb, schied aus. Im Stoßen hatte wieder jeder Starter drei Versuche. Der Sportler mit dem höchsten zusammenaddierten Gewicht gewann. Im Falle eines Gleichstandes gab das geringere Körpergewicht den Ausschlag.

## Titelträger
| Weltmeister   | Reißen    | Ivan Efremov          | 192 kg | WM 2015 in Houston |
| Weltmeister   | Stoßen    | Dawid Bedschanjan     | 231 kg | WM 2015 in Houston |
| Weltmeister   | Zweikampf | Alexander Saitschikow | 421 kg | WM 2015 in Houston |
| Olympiasieger | Zweikampf | Navab Nasirshelal     | 411 kg | London in 2012     |

## Rekorde

### Bestehende Rekorde
| Weltrekord         | Reißen    | Andrej Aramnau | 200 kg | Peking, China    | 18. August 2008   |
| Weltrekord         | Stoßen    | Ilja Iljin     | 246 kg | Grosny, Russland | 12. Dezember 2015 |
| Weltrekord         | Zweikampf | Ilja Iljin     | 437 kg | Grosny, Russland | 12. Dezember 2015 |
| Olympischer Rekord | Reißen    | Andrej Aramnau | 200 kg | Peking, China    | 18. August 2008   |
| Olympischer Rekord | Stoßen    | Andrej Aramnau | 236 kg | Peking, China    | 18. August 2008   |
| Olympischer Rekord | Zweikampf | Andrej Aramnau | 436 kg | Peking, China    | 18. August 2008   |

## Zeitplan
- Gruppe A: 15. August 2016, 19:00 Uhr (Ortszeit)
- Gruppe B: 15. August 2016, 15:30 Uhr (Ortszeit)

## Endergebnis
| Rang | Athlet                | Nation      | Gr. | Kgw.   | Reißen (kg) | Reißen (kg) | Reißen (kg) | Reißen (kg) | Stoßen (kg) | Stoßen (kg) | Stoßen (kg) | Stoßen (kg) | Zweikampf |
| Rang | Athlet                | Nation      | Gr. | Kgw.   | 1           | 2           | 3           | Gesamt      | 1           | 2           | 3           | Gesamt      | Zweikampf |
| ---- | --------------------- | ----------- | --- | ------ | ----------- | ----------- | ----------- | ----------- | ----------- | ----------- | ----------- | ----------- | --------- |
| 1    | Ruslan Nurudinov      | Usbekistan  | A   | 104,96 | 190         | 194         | 197         | 194         | 225         | 230         | 237         | 237         | 431       |
| 2    | Simon Martirosjan     | Armenien    | A   | 104,63 | 185         | 190         | 195         | 190         | 220         | 227         | 234         | 227         | 417       |
| 3    | Alexander Saitschikow | Kasachstan  | A   | 104,51 | 185         | 190         | 193         | 193         | 223         | 227         | 227         | 223         | 416       |
| 4    | Yang Zhe              | China       | A   | 104,59 | 190         | 195         | 197         | 190         | 220         | 225         | 227         | 225         | 415       |
| 5    | Ivan Efremov          | Usbekistan  | A   | 104,90 | 185         | 189         | 194         | 194         | 210         | 218         | 220         | 220         | 414       |
| 6    | Mohammad Reza Barari  | Iran        | A   | 104,65 | 180         | 185         | 186         | 186         | 220         | 230         | 231         | 220         | 406       |
| 7    | Arkadiusz Michalski   | Polen       | A   | 104,77 | 175         | 179         | 179         | 179         | 221         | 228         | 228         | 221         | 400       |
| 8    | Artūrs Plēsnieks      | Lettland    | A   | 103,99 | 176         | 180         | 181         | 181         | 218         | 223         | 225         | 218         | 399       |
| 9    | Salwan Jassim Abbood  | Irak        | B   | 103,80 | 175         | 180         | 182         | 180         | 214         | 219         | 219         | 214         | 394       |
| 10   | Jürgen Spieß          | Deutschland | B   | 104,51 | 170         | 174         | 175         | 170         | 210         | 220         | 220         | 220         | 390       |
| 11   | Sargis Martirosjan    | Österreich  | B   | 104,19 | 179         | 184         | 184         | 179         | 201         | 208         | 210         | 210         | 389       |
| 12   | Gaber Mohamed         | Ägypten     | B   | 104,98 | 166         | 171         | 173         | 173         | 204         | 208         | —           | 204         | 377       |
| 13   | Hernán Viera          | Peru        | B   | 103,85 | 142         | 147         | 151         | 151         | 193         | 197         | 200         | 200         | 351       |
| 14   | David Katoatau        | Kiribati    | B   | 104,58 | 135         | 140         | 145         | 145         | 195         | 204         | 208         | 204         | 349       |
| —    | Bartłomiej Bonk       | Polen       | A   | 104,07 | 180         | 180         | 185         | 185         | 215         | 216         | 218         | —           | —         |
| —    | Goga Tschcheidse      | Georgien    | B   | 104,74 | 165         | 170         | 173         | 170         | 205         | 205         | 208         | —           | —         |
| —    | Mateus Gregório       | Brasilien   | B   | 104,47 | 165         | 170         | 175         | 170         | 200         | 200         | 200         | —           | —         |